# Γ-壬内酯
γ-壬内酯（英語：γ-Nonalactone）是一种有机化合物，化学式C9H16O2，可看做4-羟基壬酸形成的内酯，发现于波本威士忌中。